# Штейнгауэр, Иоганн
Иоганн Штейнгауэр (латыш. Jānis Šteinhauers, нем. Johann Steinhauer; 19 января 1704 года, Рига, Шведская Ливония — 21 февраля 1779 года, Рига, Лифляндская губерния, Российская империя) — латышский предприниматель XVIII столетия, социальный реформатор, религиозный активист, землевладелец, защитник прав латышских цеховых общин и крестьянского населения.

## Семья, рождение
Иоганн Штейнагауэр родился в семье купца Маттиаса Штейнгауэра, который происходил из беглых крестьян. Маттиас Штейнгауэр родился примерно в 1680 году на территории Курляндского герцогства, а в конце XVII века покинул Курляндию и обосновался в Риге, спасаясь от возможных репрессий со стороны курляндских помещиков. В начале XVIII столетия Маттиас уже постоянно проживал в Риге и занимался транспортировкой древесины для нужд шведских торговцев. В 1704 году он женился на Маргарете Шугге (Жуге), латышке, которая проживала в Риге, а в следующем году родился их первый сын Иоганн. О Маттиасе говорили, что он обладал исключительными способностями определять качество поставляемой древесины и поэтому завоевал репутацию высококлассного браковщика мачт. Известно, что в 1703 году Маттиас Штейнгауэр и его напарник Бринккис были приглашены в Санкт-Петербург Петром Первым для отбора качественной древесины с целью строительства деревянных сооружений Санкт-Петербурга. Вскоре Маттиас получил должность придворного браковщика мачт, которую он занимал до 1710 года, после чего возвратился в Ригу, присоединённую к Российской империи в ходе Великой Северной войны. Он также являлся основателем ливонского отделения Моравского братства, став одним из его наиболее активных и значимых участников в Риге. В семье Маттиаса всего родилось 10 детей — все они были приписаны к лютеранскому приходу рижской церкви Святого Иоанна.

## Предпринимательская деятельность
Иоганн Штейнгауэр последовал по стопам отца, который скончался в 1743 году, после чего Иоганн унаследовал его дело и вскоре стал авторитетным браковщиком мачт в Риге, добившись успеха в этом ремесле. Он занимался торговлей древесиной, и вскоре зарекомендовал себя как честного и порядочного дельца. Через некоторое время он основал первую лесопилку в Хермелинсгофе на территории рижского Задвинья, а также первую бумажную фабрику в истории Риги. Иоганн Штейнгауэр заработал много денег благодаря удачным сделкам с древесиной, что позволило ему скупать около десятка имений, при которых существовали обширные земельные наделы и сельскохозяйственные угодья, а также основывать на них мануфактуры. Иоганна Штейнгауэра можно причислить к богатейшим и наиболее известным предпринимателям Риги и Лифляндии середины XVIII столетия. Известно, что Иоганн Штейнгауэр поставлял древесину для нужд строительства летней резиденции герцога Курляндского Эрнста Иоганна Бирона в Руэнтале (ныне Пилсундале) с 1736 по 1740 год. С Бироном Штейнгауэр традиционно поддерживал тесные дружеские отношения, а материалы от Штейнгауэра принимал лично архитектор Бартоломео Франческо Растрелли, неотступно координировавший процесс сооружения Руэнтальского дворца. Однако формально И. Штейнгауэр не имел право поставлять древесину, поскольку действовал закон Рижского рата, запрещавший ненемцам-потомкам крепостных крестьян заниматься торговлей.

## Поместья и владения
Список поместий и мануфактур, принадлежавших Иоганну Штейнгауэру и его семье:
- Зассенгоф (Засумуйжа), на территории нынешнего Засулаукса — при этом поместье И. Штейнгауэром в 1756 году была основана первая бумажная фабрика, на которой трудоустроились многие латышские ремесленники. Она работала на ветре и воде. Фактически И. Штейнгауэр является основателем производства бумаги в Лифляндии; на его фабрике производилась бумага нескольких сортов, а также сырьевые материалы для производства ткани.
- Хермелингсхоф (усадьба Хермелини) — И. Штейнгауэр купил её тоже в 1756 году. Там им была основана первая лесопильня, при которой действовала ветряная мельница; лесопильня обслуживала кораблестроительную отрасль Риги и работала для нужд Рижского порта.
- Усадьба Молленхоф (Мюленхоф или Дзирнаву муйжа).
- Волерсгоф (территория, примыкающая к бывшей крепости Дюнамюнде (район Усть-Двинск), современное название — Волери.
- Пойменные луга и угодья в Спилвен (Спилве, район бывшего одноименного аэропорта).
- Аахаген или Бергсхоф (Калнамуйжа) — древесные склады и деревоперерабатывающие предприятия при Больдераа (современный микрорайон Болдерая). Иоганн Штейнгауэр со временем основал здесь собственный порт для транспортировки древесины.
- Ветряные мельницы на острове Фоса.
- Также Иоганну Штейнгауэру принадлежало (на правах пайщика) около 4000 акров плодородной земли на территории колониального управления «Северная Каролина» (Ваковия Тракт, современный округ Форсайт, Северная Каролина, США), которой он обладал в качестве одного из руководителей лифляндской общины Моравских братьев.

## Община Моравский братьев в Зассенгофе
После смерти отца, являвшегося одним из основателей и руководителей Моравского братства в Риге, Иоганн перенял эту должность. Вся семья Штейнгауэров находилась под воздействием пиетистских идей, основанных на принципах всеобщего братства, непротивления и смирения. Также члены моравской общины выступали за многодетную семью и поддерживали идею супружеской верности. Когда гернгутеры в Прибалтийском крае оказались вне закона, он поддерживал моравскую церковь, держа свою миссионерскую деятельность в секрете. Известно, что усадьба Зассенгоф, единоличным владельцем которой был И. Штейнгауэр, стала неофициальным приютом для беглых латышских крестьян, которые исповедовали гернгутерскую идеологию. Таким образом, именно Зассенгоф стал штабов запрещённой общины моравских братьев, которые основали в нём своё поселение. Штейнгауэр, активно покровительствовавший моравским братьям, в течение всей жизни отстаивал право на свободное исповедование религиозных ценностей.

## Конфликт с Большой гильдией и Рижским ратом
Несмотря на богатство и авторитет, которым пользовалась семья Штейнгауэров, все сделки и торговые контракты в Риге заключались ими от имени других людей, этнических немцев, поскольку в соответствии с уставом, только члены Большой гильдии имели право участвовать в официальных сделках и заключать торговые соглашения. В свою очередь, членами Большой гильдии могли стать только представители немецкого населения края. Вскоре Рижский рат, членами которого являлись родовые остзейские аристократы, наложил запрет на торговлю древесными материалами в усадьбе Хермелини. Сопротивляясь этому запрету, который мог нанести его семье серьёзный материальный урон, Иоганн Штейнгауэр подаёт в 1747 году иск в рижский сенат, однако после длительного судебного разбирательства городские судьи решили отклонить просьбу истцов в 1753 году, по-видимому, уступив влиятельному лобби остзейской торговой элиты. Более того, после решения сената в силу вступили новые дискриминационные ограничения по отношению к латышским торговцам и цеховикам. Тогда Штейнгауэр подал официальную жалобу на самоуправство старейшим Большой гильдии на имя генерал-губернатора Лифляндии князю генерал-поручику Владимиру Петровичу Долгорукову. На решение высокопоставленного чиновника, фактического представителя императорской власти, латышские просители искренне возлагали большие надежды. Также дело Штейнгауэра казалось выигрышным в связи с тем, что брат Иоганн Даниэль являлся торговым комиссаром наследного принца Петера (будущего императора Петра III Фёдоровича) в Шлезвиг-Гольштейне. Таким образом, семья латышских промышленников рассчитывала на устойчивую поддержку со стороны наследника российского престола.

## Указ, отменявший дискриминацию ненемецкого населения
Через некоторое время последовал новый скандал: зятю Даниэля Штейнгауэра Тобиасу Георгу Эффлейну в 1757 году было отказано во вступлении в Большую гильдию в связи с тем, что он не предъявил официальных доказательств своей деятельности в качестве счетовода, а также — формальный повод — из-за того, что его супруга была латышкой. Однако в этом же году прежнее решение сената было оспорено благодаря вмешательство супруги наследного принца Екатерины (будущей императрицы Екатерины Второй), и члены Большой гильдии получили приказ утвердить членство Штейнгауэров в этой торговой организации. Это решение оказалось во многом историческим в борьбе латышских цеховых мастеров, а также промышленников и землевладельцев за свои гражданские и социально-экономические права, однако следует признать, что в дальнейшем немецкая торговая элита систематически игнорировала указ сената и по-прежнему дискриминировала ненемцев при приёме в гильдию вплоть до событий Первой мировой войны. Тем не менее, новый указ Рижского сената повлиял на изменение правового положения латышских мастеров и открыл новые возможности для будущих поколений латышских переселенцев, занимавшихся различными ремёслами в Риге и окрестностях.

## Общественная деятельность
Иоганн Штейнгауэр также занимался активной культурно-общественной деятельностью. Он получил известность и как устроитель рижских праздников, в которых принимали участие представители латышского ремесленного населения. В частности, Штейнгауэр восстановил традицию празднования Зелёного вечера накануне Янова дня. Латышская торгово-ремесленная община, чьи интересы защищал Штейнгауэр, по его указанию начала собирать и обрабатывать письменные свидетельства истории латышского ремесленного дела в Риге.

## Жена, дети. Освобождение крепостных крестьян
Иоганн Штейнгауэр был женат на Барбаре Барон, в семье было 12 детей. В канун золотой свадьбы в 1777 году Иоганн Штейнгауэр подписал указ об освобождении всех крепостных крестьян, приписанных к его поместным владениям по всей губернии, что было беспрецедентным событием в истории латышского крестьянства.